# Magnus Sterner
Carl Magnus Sterner (Leksand, 1º ottobre 1979) è un ex snowboarder svedese.

## Biografia
Specializzato nell'halfpipe e nello snowboard cross e attivo a livello internazionale dal febbraio 1997, Sterner ha debuttato in Coppa del Mondo il 16 gennaio dell'anno successivo, giungendo 21º a San Candido. Il 14 marzo 1999 ha ottenuto il suo primo podio, classificandosi 2º a Valdaora. Il 18 marzo dell'anno seguente ha ottenuto la sua prima vittoria, imponendosi a Livigno. Nella stagione successiva (2000-2001) si è aggiudicato la Coppa del Mondo di halfpipe.
In carriera ha preso parte a una rassegna olimpica e a cinque iridate, vincendo l'argento nello snowboard cross nel 1999.

## Palmarès

### Mondiali
- 1 medaglia:
  - 1 argento (snowboard cross a Berchtesgaden 1999)

### Coppa del Mondo
- Vincitore della Coppa del Mondo di halfpipe nel 2001
- Miglior piazzamento nella Coppa del Mondo generale di freestyle: 6º nel 1999
- 16 podi:
  - 4 vittorie
  - 8 secondi posti
  - 4 terzi posti

#### Coppa del Mondo - vittorie
| Data             | Luogo      | Paese    | Disciplina |
| ---------------- | ---------- | -------- | ---------- |
| 18 marzo 2000    | Livigno    | Italia   | HP         |
| 10 dicembre 2000 | Whistler   | Canada   | HP         |
| 7 dicembre 2002  | Tandådalen | Svezia   | HP         |
| 1º marzo 2003    | Sapporo    | Giappone | HP         |

Legenda:

HP = Halfpipe